# دوايت هاردي
دوايت هاردي (بالإنجليزية: Dwight Hardy) مواليد 2 ديسمبر 1987 في ذا برونكس، هو لاعب كرة سلة أمريكي. بدأ مسيرته الاحترافية في سنة 2011. يلعب مع نادي طرابزون سبور. يحمل الرقم 7. يبلغ طوله 6 قدم 2 بوصة (1.9 م).

## المسيرة الاحترافية
لعب مع بستويا باسكت 2000 في موسم 2011–2012، ثم لعب مع إس إس فليتشي سكاندون في الدوري الإيطالي في موسم 2012–2013، ثم لعب مع فيرتوس بالاكانسترو بولونيا في موسم 2013–2014، ثم لعب مع طرابزون سبور لكرة السلة في الدوري التركي في سنة 2014.

## روابط خارجية
- دوايت هاردي على موقع كرة السلة الأوروبية.كوم (الإنجليزية)
- دوايت هاردي على موقع كلية كرة السلة في سبورتس رفرنس.كوم (الإنجليزية)
- دوايت هاردي على موقع ريلجم (الإنجليزية)
- دوايت هاردي على موقع بروبوليرز (الإنجليزية)
- دوايت هاردي على موقع سبورتس رفرنس (الإنجليزية)